# Mai Thi Nguyen-Kim
Mai Thi Nguyen-Kim (Heppenheim, 7 augustus 1987) is een Duitse wetenschapsjournalist en tv-presentator voor ARD en ZDF. Daarenboven is zij gepromoveerd in de chemie, auteur en YouTuber. Ze is lid van de Senaat van de Max-Planck-Gesellschaft sinds juni 2020.

## Biografie
Nguyen-Kim, wier ouders uit Vietnam komen, studeerde in 2006 af aan het Bergstrassengymnasium in Hemsbach. Haar vader is chemicus en werkte voor BASF. Van 2006 tot 2012 studeerde ze chemie aan de Johannes Gutenberg Universiteit en aan het Massachusetts Institute of Technology. Tijdens haar studie ontving ze een beurs van de Studienstiftung des deutschen Volkes. Vanaf 2012 werkte ze als promovendus aan de RWTH Aachen, deed een jaar onderzoek aan Harvard-universiteit en het Fraunhofer-Gesellschaft en in 2017 verdedigde zij haar doctoraatsthesis over Fysieke hydrogels op basis van polyurethaan (Physikalische Hydrogele auf Polyurethan-Basis) aan de Universiteit van Potsdam. Nguyen-Kim is getrouwd met Matthias Leiendecker en heeft een dochter geboren in 2020.
Met de Penguin Tappers uit Hemsbach werd Nguyen-Kim onder meer viervoudig Duits kampioen formatietapdansen en won met hen de wereldtitel in 2009.

## Wetenschapsbemiddeling op YouTube en televisie

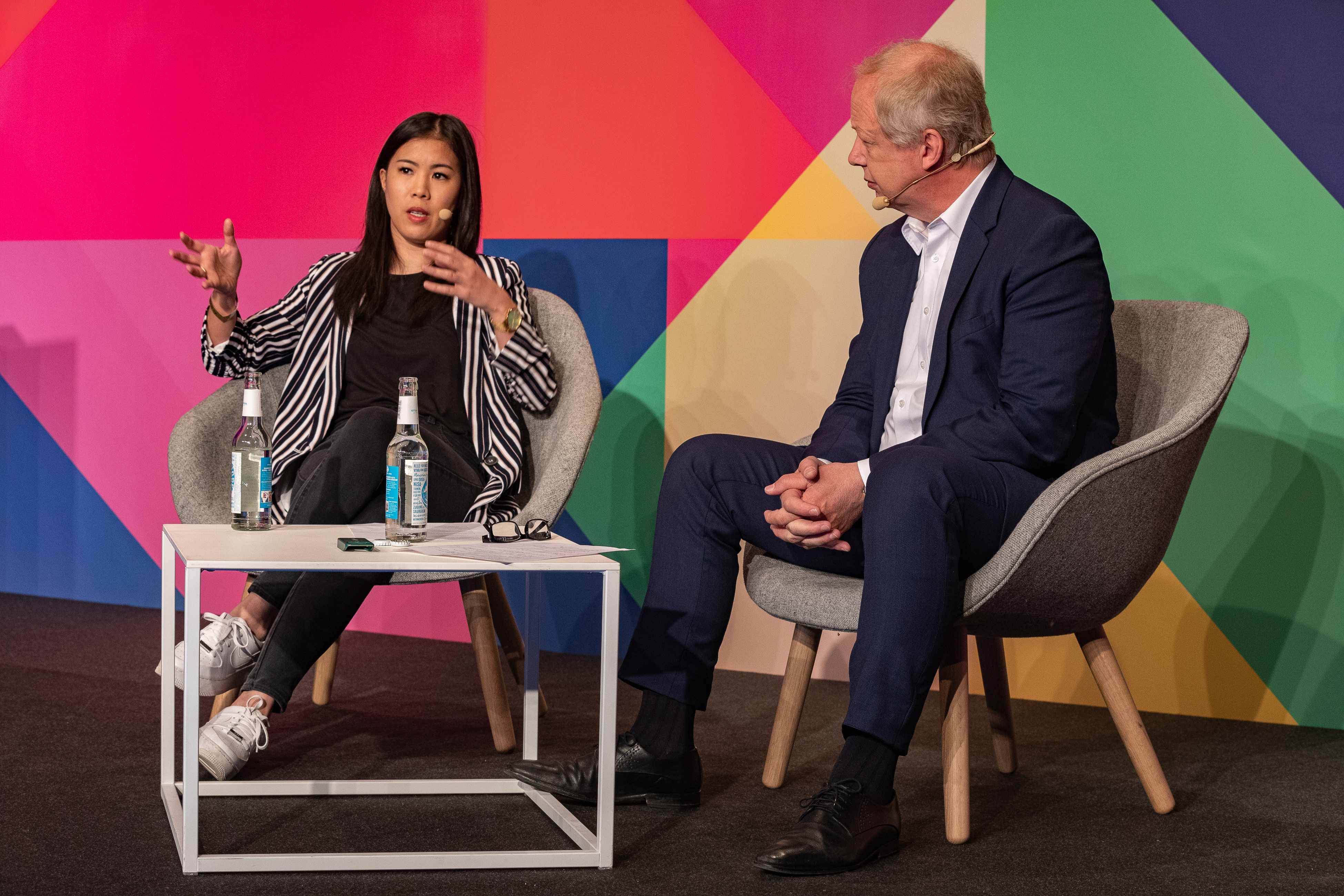
Nguyen-Kim met Tom Buhrow op de Media Convention Berlin 2019

In 2015 lanceerde Nguyen-Kim het YouTube-kanaal The Secret Life Of Scientists om stereotypen over wetenschappers en nerds uit te dagen en wetenschappelijke onderwerpen aan een jong publiek voor te leggen. Bovendien ging in oktober 2016 haar YouTube-kanaal schönschlau online, geproduceerd door het Duitse jeugdkanaal Funk, een gezamenlijke dienst van ARD en ZDF. Het kanaal richt zich op tieners en jonge volwassenen. Soms was ze ook te zien op het kanaal Auf Klo en in educatieve video's voor de vakken chemie en wiskunde in het programma mussewissen, geproduceerd voor Funk. Hun kanaal schönschlau werd in 2018 omgedoopt tot maiLab en had begin september 2020 meer dan een miljoen abonnees. en wordt geproduceerd door de Südwestrundfunk voor Funk.
Nguyen-Kim is presentator in het WiD-project Die Debatte en maakt samen met Harald Lesch, Jasmina Neudecker en Suzanna Randall deel uit van het Terra X Lesch & Co.-team, afgewisseld met Ralph Caspers, van mei 2018 tot 2021, waar de WDR wordt gepresenteerd programma Quarks.
Haar boek Komisch, alles chemisch!, gepubliceerd in maart 2019, staat sinds november 2019 op de bestsellerlijst van Der Spiegel en in augustus 2019 verscheen de Nederlandse vertaling Een kwestie van chemie. In maart 2021 publiceerde ze haar tweede boek Die kleinste gemeinsame Wirklichkeit, dat in maart 2021 de nummer één in Duitsland bereikte en in augustus of september in het Nederlands vertaald zal worden.
Begin april 2020 bereikte MaiLab binnen vier dagen meer dan 4 miljoen views met een video over de coronapandemie en was het soms nummer 1 van de YouTube-trends in Duitsland; het werd de succesvolste video op het YouTube-kanaal. Zoals aangekondigd in december 2020: Corona geht gerade erst los! (Corona is net los!) Met tot nu toe meer dan zes miljoen weergaven is het de Top Trending Video van 2020 op YouTube in Duitsland. Op 7 april 2020 sprak ze met ARD's Tagesthemen-commentaar over hetzelfde onderwerp. Half april analyseerde ze de communicatie van bekende virologen in een andere video. Deze video kwam ook in de YouTube-trends in Duitsland en bereikte binnen een week (vanaf 27 april 2020) bijna 2 miljoen views. Nguyen-Kim was te gast in verschillende andere media-indelingen, waaronder Duitse tv-talkshows. Eind mei 2020 riep ze in een gesprek met Deutsche Presse-Agentur op tot meer bron- en mediageletterdheid en bekritiseerde ze complottheorieën over de pandemie van het coronavirus. Ze ziet ook tekorten in de natuurwetenschappen en wetenschappelijk werk in het algemeen onderwijs. Ze is ook een ondersteuningsactivist voor Scientists for Future. Vanaf april 2021 zet de wetenschapsjournalist zich exclusief in voor tal van ZDF-formats. Ze zal haar debuut maken met de Terra X driedelige serie Wunderwelt Chemie, die vanaf 10 oktober 2021 op ZDF wordt uitgezonden. De drie afleveringen Die Bausteine der Natur, Die Magie der Verwandlung en Die Elemente des Lebens zijn grotendeels opgenomen in het historisch laboratorium van het Liebig Museum in Giessen. In deze afleveringen gaat ze onder meer in korte scènes om met scheikundigen uit de geschiedenis van Duitsland, die worden vertolkt door acteurs. Mai Thi Nguyen-Kim presenteert sinds 24 oktober 2021 de ZDFneo-programma MAITHINK X - Die Show.
In het najaar van 2022 werd aangekondigd dat Nguyen-Kim in het wintersemester het Nature Marsilius-gastprofessorschap voor wetenschapscommunicatie aan de Universiteit van Heidelberg zou overnemen en in zijn eigen evenementen zou onderwijzen wat hoogwaardige rapportage over wetenschappelijk werk en wetenschappelijke kennis inhoudt.

## Boeken
- Een kwestie van chemie: Van je emoties tot je smartphone, moleculen bepalen alles. (Duits: Komisch, alles chemisch! Handys, Kaffee, Emotionen – wie man mit Chemie wirklich alles erklären kann.) Uitgeverij Volt, Amsterdam/Antwerpen 2019 ISBN 978-9-021-41418-8
- Die kleinste gemeinsame Wirklichkeit. Droemer Verlag, München 2021, ISBN 978-3-426-27822-2.

## Prijzen
- 2012: Derde plaats op de Falling Walls-conferentie in Berlijn voor de presentatie Breaking the Wall of the Human Cell[39][40]
- 2014: Winnen van 'Science Slams' in Aken en Bochum[41][42]
- 2014: Lezing op de TEDxBerlin-conferentie als winnaar van de wedstrijd Spotlight@TEDxBerlin[43]
- 2015: Winnaar van de Keulen Bullshit Slam met een presentatie over klimaatverandering[44][45]
- 2016: Eerste plaats in de Scitainment-categorie met het artikel Trust me, I’m a Scientist bij de webvideo-wedstrijd Fast Forward Science 2016 (gehost door Wissenschaft im Dialog en het Stifterverband für die Deutsche Wissenschaft)[46][47]
- 2018: Grimme Online Award in de categorie Kennis en onderwijs, evenals Publieksprijs van de Grimme Online Award[48][49]
- 2018: Georg von Holtzbrinck Prijs voor Wetenschapsjournalistiek[50]
- 2018: Eerste plaats in Fast Forward Science in de categorie Substanz, eerste plaats bij de Community Award en een Webvideo Excellence Award[51]
- 2018: Winnaar Web Video Award Duitsland[52][53]
- 2018: Journalist van het jaar 2018 in de categorie Wetenschap, toegekend door de Medium Magazin[54]
- 2019: Hanns Joachim Friedrichs-prijs[55]
- 2020: Winnaar van de Heinz Oberhummer Award voor wetenschapscommunicatie[56][57]
- 2020: Winnaar van de Goldene Kamera Digital Award in de categorie Best of Information[58]
- 2020: Kruis van verdienste op lint (Ridderkruis) van de Orde van Verdienste van de Bondsrepubliek Duitsland[59]
- 2020: UmweltMedienpreis 2020 van Deutsche Umwelthilfe in de online categorie voor het YouTube-kanaal "maiLab".[60]
- 2020: Medium Magazin Journalist van het jaar[61]
- 2020: Prijs van de Duitse Academie voor Televisie in de categorie Tv-entertainment voor Quarks
- 2020: Nominatie: Nannen-prijs in de categorie Geschiedenis van het jaar
- 2021: Grimme-prijs voor haar Corona-kennisoverdracht in de categorie Journalistieke prestatie[62]
- 2021: Nannenprijs in de categorie Geschiedenis van het Jaar
- 2021: Leibniz-medaille van de Berlin-Brandenburgische Akademie der Wissenschaften
- 2021: Prijs voor journalisten en schrijvers van de Duitse Chemische Vereniging[63]
- 2021: Theodor Heuss-medaille
- 2021: Hessische cultuurprijs, samen met Sandra Ciesek, voor "haar diensten in de coronacrisis"[64]
- 2021: LovelyBooks lezersprijs goud in de categorie non-fictie & gids voor Die kleinste gemeinsame Wirklichkeit[65]
- 2022: Horizon Award voor "Mediavrouw van het Jaar" voor 2021[66]
- 2022: Lorenz Oken-medaille van de Vereniging van Duitse Natuurwetenschappers en Artsen (GDNÄ)
- 2022: Aken Ingenieursprijs voor Wetenschapscommunicatie[67]